# Pomeroon

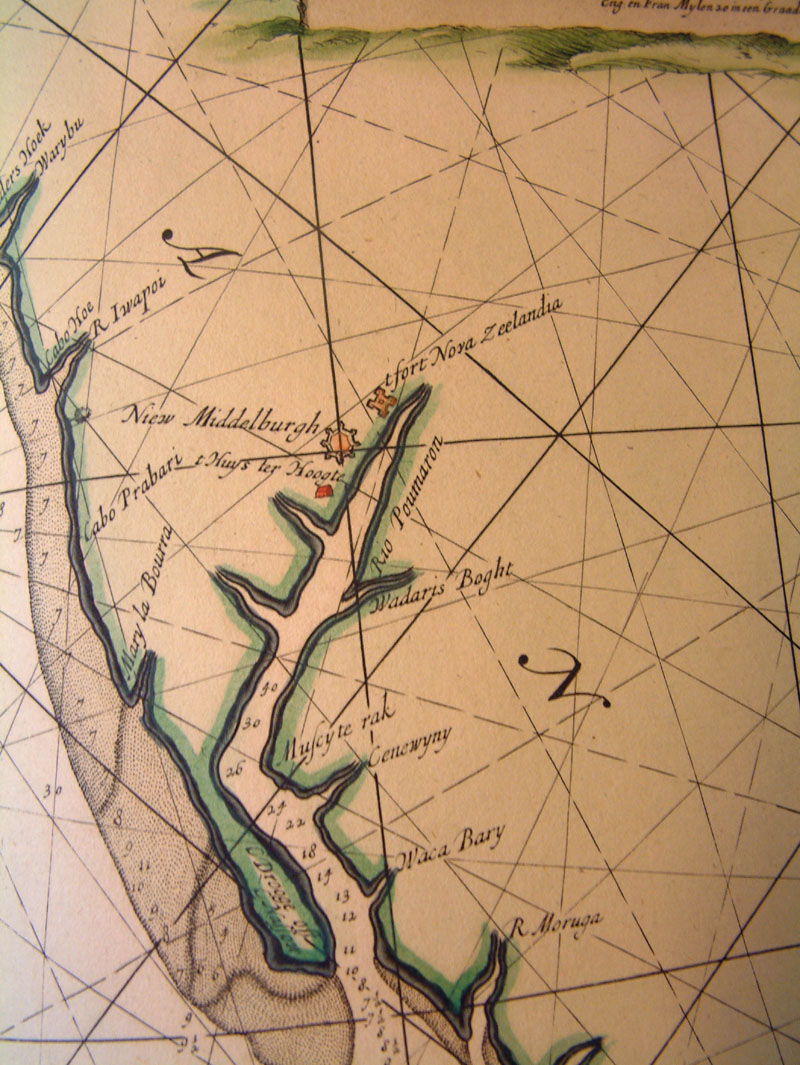
Carte de la colonie de Pomeroon (1688)

Pomeroon était la plus occidentale des nombreuses colonies néerlandaise juchée le long de la Côte Sauvage sud-américaine, elle-même située entre le delta de l'Orénoque et celui de l'Amazone, sur les actuels territoires de la Guyane française, du Suriname et de la Guyana.
Située sur les rives du fleuve Pomeroon elle fut sujette aux attaques répétées des corsaires français durant la seconde moitié du XVIIe siècle. Elle fut réoccupée au XVIIIe siècle par les Néerlandais, mais comme partie intégrée de la colonie d'Essequibo. Les Néerlandais la cèdent aux Britanniques à la fin des guerres napoléoniennes, en 1814  via le Traité anglo-néerlandais de 1814.

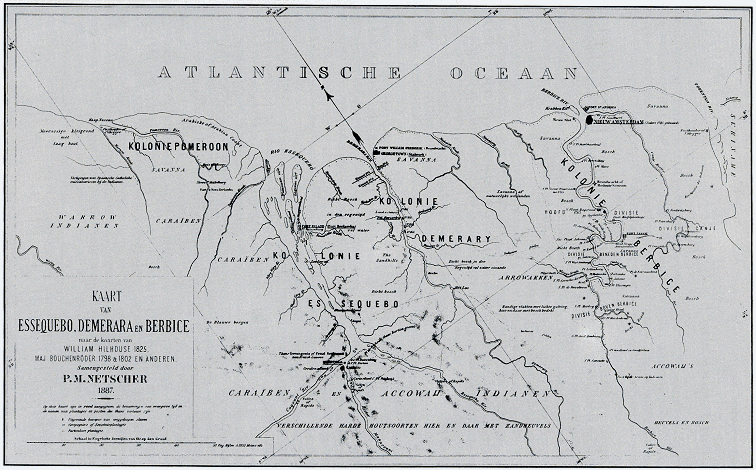
Carte des colonies néerlandaises de la Côte Sauvage (Amérique du Sud) autour de 1800.
De gauche à droite : Pomeroon, Essequibo, Démérara et Berbice.